# Passionisten

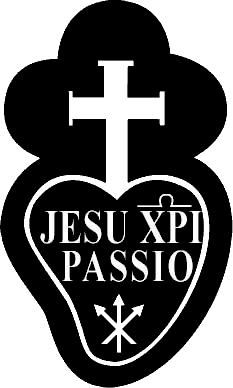
Ordensemblem der Passionisten in der Ausführung, wie es im deutschsprachigen Raum verbreitet ist

Ordensemblem der Passionisten in der Ausführung, wie es im spanischsprachigen Raum verbreitet ist

Die Kongregation vom Leiden Jesu Christi, kurz Passionisten, (lateinisch Congregatio Passionis Jesu Christi, Ordenskürzel: CP) sind eine katholische Ordensgemeinschaft, die 1720 durch den hl. Paul vom Kreuz gegründet wurde. Die Kongregation ist päpstlichen Rechts und besteht aus Priestern und Laienbrüdern.

## Überblick
Hauptmerkmal der Ordensgemeinschaft der Passionisten ist die besondere Verehrung des Leidens Christi. Daher auch ihr offizieller Name: Kongregation vom Leiden Jesu Christi. Die Ordensmitglieder legen neben den drei Evangelischen Räten (Armut, Keuschheit, Gehorsam) zusätzlich ein viertes Gelübde ab, nämlich: Unter den Gläubigen die fromme Verehrung und das dankbare Andenken an das Leiden und Sterben unseres Herrn Jesu Christi zu fördern (memoria passionis). Das Ordenskleid besteht aus einem schwarzen Habit, dem Passionszeichen, dem Rosenkranz und einem schwarzen Ledergürtel.
Der erste und älteste Konvent der Passionisten befindet sich auf dem Monte Argentario bei Orbetello in der Toskana. In Italien sind die Passionisten auch am weitesten verbreitet. In Deutschland ist der Orden durch die niederländische Provinz und die süddeutsch-österreichische Vizeprovinz vertreten. Die einzige niederländische Kommunität befindet sich in Marienberg (Übach-Palenberg). Kommunitäten der süddeutsch-österreichischen Vizeprovinz befinden sich in München-Pasing, wo in Schloss Gatterburg die erste Niederlassung in Deutschland entstand, in Schwarzenfeld in der Oberpfalz und im ehemaligen Kapuzinerkloster (Schottenkloster) in Eichstätt. Die Niederlassung der Passionisten in der Abtei Marienmünster zwischen Steinheim und Höxter wurde als die einzige Niederlassung im norddeutschen Raum von der Niederländischen Provinz unterhalten, jedoch zum 31. August 2014 aufgegeben. In Österreich wird die Wallfahrtskirche Maria Schutz am Semmering von den Passionisten betreut. Neben Italien ist die Kongregation vor allem in Amerika und Asien verbreitet. Derzeit zählt die Kongregation 2200 Mitglieder mit 400 Niederlassungen in 54 Ländern. Seit 2024 ist Giuseppe Adobati Generalsuperior, der Joachim Rego nachfolgte.
Den weiblichen Zweig bilden die Passionistinnen, ferner besteht eine Laienbruderschaft (Comunità Laicale Passionista (CLP), Passionsbruderschaft).

## Generalsuperioren
- Sel. Bernhard Maria Silvestrelli 1878–1902
- Malcolm La Velle 1952–1964
- Theodore Foley 1964–1974
- Paul Michael Boyle 1976–1988
- José Augustín Orbegozo Jáuregui 1988–2000
- Ottaviano D’Egidio 2000–2012
- Joachim Rego 2012–2024
- Giuseppe Adobati seit 2024[7]

## Kanonisierte Passionisten
Aus den Reihen der Passionisten wurden heilig oder selig gesprochen:
- Hl. Paul vom Kreuz (1694–1775)
- Hl. Vinzenz Maria Strambi (1745–1824)[8]
- Sel. Lorenzo Maria Salvi (1782–1856)[9]
- Sel. Dominikus Barberi (1792–1849)[10]
- Hl. Charles Houben (1821–1893)[11]
- Hl. Gabriel Possenti (1838–1862)[12]
- Sel. Pio Campidelli (1868–1889)[13]
- Sel. Bernhard Maria Silvestrelli (1878–1902)[14]
- Sel. Isidor De Loor (1881–1916)[15]
- Sel. Grimoaldo Santamaria (1883–1902)[16]
- Hl. Innozenz Canoura Arnau (1887–1934)[17]
- Sel. Eugen Bossilkov (1900–1952)[18]
- Sel. Nicephoro und Gefährten (auch Märtyrer von Daimiel, † 1936)[19]
- Hl. Gemma Galgani (1878–1903)[20], Laienpassionistin

## Klöster
Deutschland
- Eichstätt: Kommunität Heilig Kreuz Eichstätt, Schottenkloster Eichstätt
- München-Pasing: Kloster St. Gabriel, Kirche Mariä Geburt (München)
- Schwarzenfeld: Kloster zur Hlgst. Dreifaltigkeit Schwarzenfeld, Dreifaltigkeitskirche (Schwarzenfeld)

Österreich
- Schottwien: Kloster Maria Schutz am Semmering